# Kafr Kaddum
Kafr Kaddum (arab. ‏كفر قدّوم‎, Kafr Qaddūm) – palestyńska wioska położona w muhafazie Kalkilja, w Autonomii Palestyńskiej. Według danych szacunkowych Palestyńskiego Centralnego Biura Statystycznego w 2016 roku miejscowość liczyła 3621 mieszkańców